# Gomesa divaricata
Gomesa divaricata är en orkidéart som beskrevs av Johann Centurius von Hoffmannsegg och Schltr.. Gomesa divaricata ingår i släktet Gomesa och familjen orkidéer. Inga underarter finns listade i Catalogue of Life.